# Michel Debré
Michel Jean-Pierre Debré (phát âm tiếng Pháp: [miʃɛl dəbʁe]; 15 tháng 1 năm 1912 - 02 tháng 8 năm 1996) là Thủ tướng đầu tiên của Đệ ngũ Cộng hòa Pháp. Ông được coi là "cha đẻ" của Hiến pháp hiện hành của nước Pháp. Ông đã phục vụ dưới thời Tổng thống Charles de Gaulle từ năm 1959 đến năm 1962. Xét về tính cách chính trị, ông có cá tính mãnh liệt và kiên định, với xu hướng cực đoan hùng biện.

## Tiểu sử

### Những năm đầu tiên
Debré sinh ra ở Paris, con trai của Robert Debré, giáo sư y khoa người Do Thái nổi tiếng, người hiện nay được nhiều người cho là người sáng lập nhi khoa hiện đại. Ông nội của ông là một giáo sĩ Do Thái. Michel Debré là một người Công giáo La Mã.
Ông học tại Lycée Montaigne và sau đó tại Lycée Louis-le-Grand, có bằng tốt nghiệp từ École Libre des Sciences Politiques, và bằng tiến sĩ luật tại Đại học Paris. Sau đó, ông trở thành giáo sư luật tại Đại học Paris. Ông cũng theo học tại École des Officiers de Réserve de la Cavalerie tại Saumur. Năm 1934, ở tuổi hai mươi hai, Debré đã thông qua kỳ thi tuyển và trở thành một thành viên của Conseil d'État. Năm 1938, ông tham gia vào đội ngũ nhân viên của các Bộ trưởng Kinh tế Paul Reynaud.

### Sự nghiệp
Năm 1939, vào lúc bắt đầu của cuộc chiến tranh thế giới thứ hai, Debré đã nhập ngũ làm sĩ quan kỵ binh. Ông bị bắt làm tù binh trong Artenay trong tháng 6 năm 1940 trong trận Pháp nhưng đã trốn thoát trong tháng 9 năm đó. Ông trở lại Conseil d'État, bây giờ dưới sự quản lý của chế độ Vichy, và tuyên thệ nhậm chức của Marshal Philippe Pétain. Năm 1942 ông được thăng Maitre des requêtes bởi Bộ trưởng Bộ Tư pháp. Sau khi Đức xâm lược của khu vực tự do trong tháng 11 năm 1942, chủ nghĩa Pétain chính trị của Debré đã biến mất, và trong tháng 2 năm 1943, ông trở thành tham gia vào kháng chiến Pháp, tham gia các mạng Ceux de la kháng (CDLR).
Trong mùa hè năm 1943, tướng Charles de Gaulle đã bổ nhiệm Debré làm quận trưởng, hoặc người đại diện Nhà nước, những người sẽ thay thế những người của chế độ Vichy sau giải phóng. Trong tháng 8 năm 1944 Charles de Gaulle bổ nhiệm ông làm Commissaire de la République cho Angers, và vào năm 1945, Chính phủ lâm thời giao ông nhiệm vụ cải cách dịch vụ dân sự Pháp. Debré lập Trường hành chính quốc gia, mà ý tưởng được hình thành bởi Jean Zay trước chiến tranh.